# Borek (rejon stołpecki)
Borek (biał. Барок; ros. Борок) – wieś na Białorusi, w obwodzie mińskim, w rejonie stołpeckim, w sielsowiecie Derewno.

## Historia
W XIX w. folwark. 
W dwudziestoleciu międzywojennym leżał w Polsce, w województwie nowogródzkim, w powiecie stołpeckim, w gminie Derewno. W 1921 wieś liczyła 152 mieszkańców, zamieszkałych w 25 budynkach, w tym 151 Polaków i 1 Białorusinów. 149 mieszkańców było wyznania rzymskokatolickiego i 3 prawosławnego. Folwark liczył zaś 28 mieszkańców, zamieszkałych w 5 budynkach, w tym 25 Polaków i 3 osoby innej narodowości. 23 mieszkańców było wyznania rzymskokatolickiego i 5 prawosławnego.
Po II wojnie światowej w granicach Związku Radzieckiego. Od 1991 w niepodległej Białorusi.